# Theresa Panfil
Theresa Panfil (* 13. November 1995 in Fulda) ist eine ehemalige deutsche Fußballspielerin und heutige -trainerin.

## Leben
Panfil wuchs in Flieden  auf.
Panfil war zunächst beim Haimbacher SV und SV Buchonia Flieden aktiv und wechselte später zum 1. FFC Frankfurt. Dort spielte sie zunächst für die B-Juniorinnen und stand ab der Spielzeit 2011/12 im Kader der zweiten Mannschaft, für die sie insgesamt 31 Zweitligapartien bestritt und dabei fünf Tore erzielte. Am 25. November 2012 gab sie schließlich ihr Erstligadebüt, als sie in der Begegnung mit dem SC 07 Bad Neuenahr in der 75. Minute für Bianca Schmidt eingewechselt wurde. Zur Saison 2013/14 unterschrieb Panfil beim Ligakonkurrenten Bayer 04 Leverkusen einen Zweijahresvertrag. In Leverkusen erzielte sie am 27. April 2014 beim 3:2-Heimsieg gegen den FC Bayern München mit dem Treffer zum zwischenzeitlichen 1:1 ihr erstes Bundesligator.
Zur Saison 2015/16 kehrte Panfil zum 1. FFC Frankfurt zurück, weil sie laut dem damaligen Trainer des FFC, Colin Bell, jetzt das Niveau erreicht habe, um eine echte Verstärkung für den Verein zu sein und es für ihren tollen Charakter spreche, dass sie bereit sei, diese große Herausforderung anzunehmen.
Im September 2015 zog sie sich jedoch einen Kreuzbandriss zu. Nachdem sie ins Mannschaftstraining zurückgekehrt war, riss während eines Trainingsspiels des FFC gegen den isländischen Erstligisten Breiðablik UBK am 1. April 2016 das Kreuzband im rechten Knie an derselben Stelle erneut. Im Juli 2020 wurde der 1. FFC Frankfurt in den Verein Eintracht Frankfurt integriert und bildet somit die Frauenfußballabteilung des Vereins. Zum Ende der Saison 2020/21 verließ Panfil Eintracht Frankfurt und wechselte zum Bundesligisten Werder Bremen.
Zum 31. Dezember 2021 wurde nach nur einem halben Jahr ohne Pflichtspieleinsatz der Vertrag zwischen Werder Bremen und Theresa Panfil in beiderseitigem Einvernehmen aufgelöst.
Am 5. Januar 2022 verkündete Panfil die Beendigung ihrer Karriere im Alter von nur 26 Jahren. Sie hatte in den sechs Jahren zuvor kaum ein Spiel bestreiten können aufgrund ständiger Knieprobleme. Trotz vieler Operationen folgten kleinen Fortschritten oft große Rückschläge. Sie hatte neben ihrer Sportkarriere schon den Trainerschein und ein Studium im Sportmanagement auf Bachelorebene abgeschlossen. In den ersten Monaten nach dem Rücktritt verbrachte sie die Zeit mit Reisen und, gemeinsam mit einer Sportpsychologin, der Zukunftsplanung. Sie absolvierte ein Praktikum beim DFB und anschließend bei Red Bull. Dort arbeitete sie im Bereich des Athletenmarketings und gewann speziell bei den Trendsportarten Einblicke. Von Red Bull wurde sie angestellt und zog nach Leipzig als Sitz des RB Leipzig. Die Aufgabe dort entsprach nicht ganz ihren Wünschen und sie plante ein Masterstudium. den plan setzte sie nicht um und das Angebot an, beim VfB Stuttgart als Co-Trainerin der Frauen zu beginnen.  Einem Verein, dem Panfil nach eigenen Angaben „schon als kleines Kind die Daumen drückte“.

### Nationalmannschaft
Die Mittelfeldspielerin durchlief sämtliche Juniorenauswahlen des DFB. Im Jahr 2010 bestritt sie zwei Partien für die U-15-Nationalmannschaft und ein Jahr später mit den U-16-Juniorinnen das Turnier um den Nordic Cup. Nach ihren Debüt für die U-17-Nationalmannschaft im Oktober 2011 war sie 2012 Teil des 18-köpfigen deutschen Kaders, der in Nyon die U-17-Europameisterschaft gewann. Auch bei der im selben Jahr in Aserbaidschan ausgetragenen U-17-Weltmeisterschaft gehörte Panfil zum deutschen Aufgebot und stand in allen Partien in der Startelf. Mit der U-19-Nationalmannschaft qualifizierte sie sich 2013 für die Europameisterschaft in Wales und erreichte dort das Halbfinale. Im März 2014 gab sie im Rahmen des Sechs-Nationen-Turniers in La Manga ihr Debüt für die deutsche U-20-Nationalmannschaft. Mit dieser nahm sie auch an der vom 5. bis 24. August 2014 in Kanada ausgetragenen U-20-Weltmeisterschaft teil, bestritt alle sechs Turnierspiele, in denen ihr drei Tore gelangen, und wurde mit dem 1:0-Sieg n. V. im Finale gegen die Auswahl Nigerias Weltmeisterin.

## Trainerlaufbahn
Seit Juli 2024 ist Panfil Co-Trainerin von Heiko Gerber bei der ersten Frauenmannschaft des VfB Stuttgart.

## Erfolge
- U-17-Europameisterin 2012
- U-20-Weltmeisterin 2014
- DFB-Hallenpokalsiegerin 2015 (mit Bayer 04 Leverkusen)